# 元箱根港 (箱根觀光船)
元箱根港是一座位於神奈川縣足柄下郡箱根町元箱根，小田急箱根箱根海賊船的碼頭，編號為OH67，是OH編號裡最大的一個。

## 碼頭構造

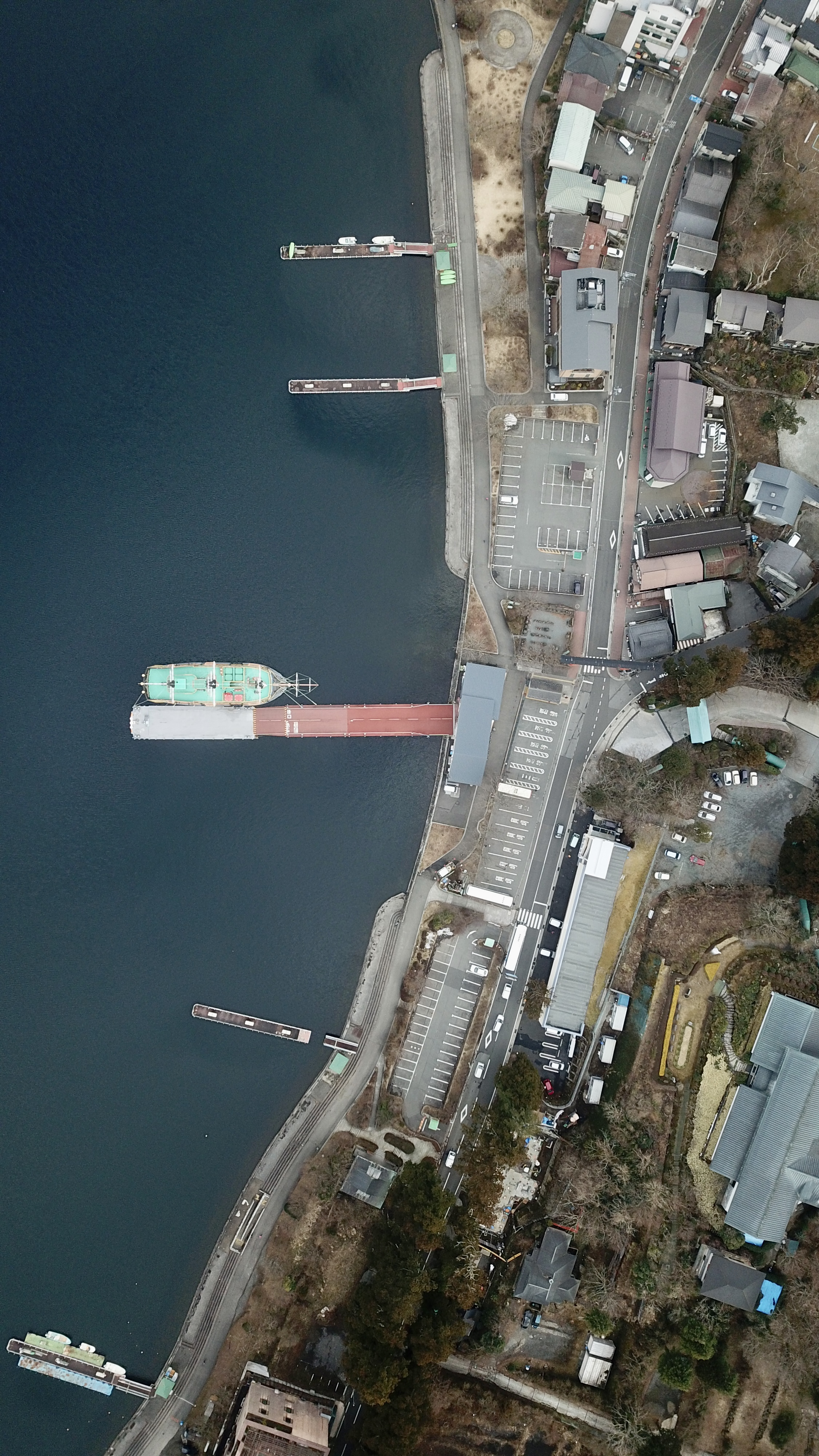
元箱根港海贼船、观光船泊位俯瞰图

有一條棧橋從地面延伸至蘆之湖，地面有一座建築物，乘客可在這裡購票。

## 相鄰碼頭
小田急箱根
 箱根觀光船（箱根海賊船）
元箱根港（OH 67） → 桃源台港（OH 65） → 箱根町港（OH 66） → 元箱根港（OH 67）

## 外部連結
- 元箱根港 （页面存档备份，存于） - 箱根導航